# مكدامية ويلانية
مكدامية ويلانية (الاسم العلمي:Macadamia whelanii) هي نوع نباتي يتبع جنس المكدامية من الفصيلة البروطية.